# Geislingen am Kocher
Geislingen am Kocher ist ein Ortsteil der Gemeinde Braunsbach im Landkreis Schwäbisch Hall im nördlichen Baden-Württemberg.

## Geographische Lage
Das Dorf Geislingen liegt im tief eingeschnittenen Muschelkalktal des Kochers rechts des Flusses an der Mündung von dessen größtem Nebenfluss Bühler. Zum Ortsteil gehören auch die merklich kleineren Weiler Bühlerzimmern links und Hergershof rechts auf der Hohenloher Ebene über dem Bühlertaleinschnitt, die beide rund 150 Höhenmeter über dem Hauptort stehen.
Geislingen wird von der K 2557 durchlaufen, die wenig unterhalb des Ortes an der durchs Kochertal ziehenden L 1045 anschließt und südöstlich den Ortes am linken Bühlertalhang in die diesseitige Steige der L 2218 mündet, über die Bühlerzimmern erreichbar ist. In Geislingen zweigt von der Kreisstraße die K 2556 ab, die nach Hergershof hoch führt und bei Wolpertshausen oberhalb von deren rechter Bühlertalsteige ebenfalls in die L 2218 mündet. Im nicht besonders engen Bühlertal führt gleichwohl nur ein Wirtschaftsweg nach Cröffelbach.
Weniger als 1 km nördlich und flussabwärts des Ortes überspannt die hohe Kochertalbrücke der A 6 das Kochertal.

## Beschreibung
Das Dorf Geislingen hat gut 50 Hausnummern, eine Pfarrkirche St. Veit und einen Gasthof. Es ist an der Westseite gegen die unterste Bühler und den Kocher auf ganzer Länge durch einen Hochwasserdamm geschützt. Der alte Ortskern mit teils verwinkelter Straßenführung liegt im Süden, der Ort hat sich im 20. Jahrhundert entlang den beiden Kreisstraßen etwas nach Norden ausgebreitet. Der gesamte Ortsteil hat derzeit (2020) etwa 360 Einwohnern.

## Geschichte
Früher war Geislingen am Kocher ein wichtiger Ort an der Straße Nürnberg–Paris, durch den damals jeder Händler reisen musste.
Oben auf dem Bergsporn im spitzen Mündungswinkel zwischen Kochertal und Bühlertal liegt versteckt im Wald hinter schon lange aufgelassenen Kalksteinbrüchen die Ruine der vermutlich stauferzeitlichen Löwenburg, von der allerdings kaum noch mehr als der Halsgraben und ein Trümmerhügel zu sehen sind.
Am 1. Februar 1972 bildete Geislingen zusammen mit sechs weiteren Gemeinden die neue Gemeinde Braunsbach.

## Sonstiges
Sehenswert sind das Museum für Brückenbau und Urlurchfunde im Dorf – beim Bau der Kochertalbrücke wurden Fossilien von Sauriern gefunden – sowie die Kirche St. Veit.
Für die unter Denkmalschutz stehenden Objekte siehe die Liste der Kulturdenkmale in Geislingen am Kocher.
Partnerort ist Ehringsdorf, ein Ortsteil der Stadt Weimar in Deutschland.